# Bernard Badowski
Bernard Badowski (ur. 20 sierpnia 1887 w Dominikowicach, zm. 5 lutego 1948 w Tall al Kabir w Egipcie) – polski polityk, rolnik i działacz samorządowy, członek BBWR, poseł II kadencji Sejmu w latach 1929–1930.

## Życiorys
Urodził się w rodzinie Józefa i Pelagii z domu Tomczewska, tuż po studiach rolniczych rozpoczął pracę jako zarządca majątku rodziny Łada – Łobaczewskich w ówczesnym powiecie tureckim. Podczas I wojny światowej został ewakuowany na Kaukaz, wrócił dopiero w 1921. W okresie międzywojennym działał w samorządzie terytorialnym. Był wójtem gminy Wielick, gdzie posiadał też gospodarstwo rolne, a pod koniec lat 30. został burmistrzem Zabłocia w okolicach Brześcia nad Bugiem.
Uczestniczył w wyborach do Sejmu II kadencji jako zastępca posła z listy nr 1 (BBWR) w okręgu nr 56 (Kowel). Posłem na Sejm II kadencji został w miejsce Joachima Wołoszynowskiego, który zrzekł się mandatu. W krótkim okresie sprawowania funkcji posła był członkiem klubu parlamentarnego BBWR, brak jest informacji o uczestniczeniu w pracach komisji sejmowych. Jego mandat wygasł na skutek orzeczenia Sądu Najwyższego z 14 kwietnia 1930, który to wyrok unieważnił wybory w okręgu wyborczym nr 56.
We wrześniu 1939 powrócił do Wielicka, 13 kwietnia 1940 został aresztowany przez NKWD i wywieziony, wraz z rodziną, do północnego Kazachstanu. Odzyskał wolność dzięki układowi Sikorski-Majski, w lipcu 1942 trafił do Iranu i wraz z żoną zamieszkał w obozie dla uchodźców w Teheranie a później w obozie w Libanie. Po zlikwidowaniu obozu, w lutym 1948, Badowscy trafili do Egiptu, gdzie Bernard Badowski nagle zmarł w angielskim szpitalu wojskowym. Został pochowany na cmentarzu w Ismaili w Egipcie. 

## Rodzina
Bernard Badowski był żonaty z Elżbietą z domu Radczyk, mieli siedmioro dzieci. Sześciu synów i córkę. Córka Irena (1911-1983) w okresie II wojny światowej została, wraz z rodziną, zesłana za Ural. Trzech synów Badowskiego – Bolesław (1918–1982), Kazimierz (ur. 1920) i Jan (ur. 1923) walczyło w Polskich Siłach Zbrojnych na Zachodzie. Po wojnie zostali na emigracji w Wielkiej Brytanii. Pozostałymi synami Badowskiego byli: Władysław (1908–1915), Stanisław (zmarł jako dziecko) i Roman (1915–1940) – więziony przez NKWD w obozie Ostaszkowie i rozstrzelany w Twerze.